# Harpiniopsis excavata
Harpiniopsis excavata är en kräftdjursart. Harpiniopsis excavata ingår i släktet Harpiniopsis och familjen Phoxocephalidae. Inga underarter finns listade i Catalogue of Life.